# Sydney Gibbes

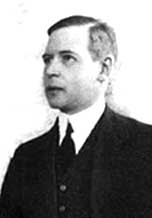
Charles Sydney Gibbes, 1916

Charles Sydney Gibbes (Rotherham, 19 gennaio 1876 – Londra, 24 marzo 1963) è stato il precettore inglese dei figli di Nicola II di Russia.

## Biografia
Seguì la famiglia imperiale in prigionia a Tobol'sk, in Siberia. A lui si deve la descrizione del trauma, causato dallo sradicamento dal loro ambiente di vita, subito dai ragazzi Romanov e degli sforzi fatti dai loro genitori per scuoterli dall'apatia. Significativa resta la frase riferita alla Anastasija storica: "Il suo sviluppo intellettuale sembrava essersi improvvisamente arrestato", mentre durante la vita a Carskoe Selo aveva definito la granduchessa una scolara intelligente e vivace, ma con poca voglia di studiare. In compenso era dotata di molto senso dell'humour e sapeva cogliere il lato comico di ogni situazione. Gibbes organizzò delle recite in inglese, in cui gli attori furono proprio i figli dello zar.
Arrivò, insieme ad Ol'ga, Alessio, Tat'jana, Anastasija e il seguito rimasto a Ekaterinburg, ma non gli fu permesso di accedere a casa Ipat'ev, dove entrarono solo i figli dello zar. Tentò sempre, insieme all'altro precettore, Pierre Gilliard, di migliorare la vita dei prigionieri e la loro sorte, pregando il console inglese Thomas Preston di intercedere presso i bolscevichi. Dopo l'arrivo dei Bianchi a Ekaterinburg e la constatazione della scomparsa dei Romanov e delle tracce dell'eccidio in casa Ipat'ev, aiutò nell'identificazione degli oggetti trovati.
Riparò poi in Inghilterra, dove divenne prete ortodosso. Il figlio adottivo divenne l'erede di numerosi oggetti appartenenti ai Romanov, restati a casa Ipat'ev, tra cui un elaborato lampadario che si trovava nella camera da letto delle granduchesse. Incontrò personalmente Anna Anderson, che sosteneva di essere Anastasija, e si espresse in termini sfavorevoli alla pretendente, poiché non venne da ella riconosciuto. I sostenitori di Anna-Anastasia ribatterono che ciò sarebbe stato molto difficile, perché egli da quando era prete ortodosso, si era fatto crescere una lunga barba. Nelle sue memorie descrive con affetto e partecipazione le personalità dei figli dello zar.